# El Rebollar (Salamanca)
El Rebollar (também conhecido como El Rebollal na fala de El Rebollar) é uma subcomarca do Campo de Robledo, dentro da comarca de Cidade Rodrigo, a sudoeste da província de Salamanca, Castela e Leão, Espanha. Os seus limites não se correspondem com uma divisão administrativa, mas com uma demarcação histórico-tradicional, cultural e geográfica.

## Geografia

### Demarcação
Compreende 5 concelhos: El Payo, Navasfrías, Peñaparda, Robleda e Villasrubias.